# Здорово, Кострома
«Здорово, Кострома» — альбом ремиксов российской электронной группы «Иван Купала».

## Об альбоме
С августа по октябрь 2000 года участники группы «Иван Купала» работали над ремиксовым альбомом вместе с группами «Новые композиторы», Дискотека «Авария» и Deadушки. Свои версии песен записывают «Леприконсы» и S.P.O.R.T.
3 ноября 2000 года «Студия Союз» издаёт альбом «Здорово, Кострома (Коллекция ремиксов и ремейков)». В поддержку альбома выходит клип на песню «Кострома» в ремиксе Дискотеки «Аварии». Режиссёр Роман Прыгунов пытается найти параллели между кадрами деревенских гуляний и съёмками в танцевальных клубах Ибицы.

## Список композиций
1. Intro
2. Arrival Project — Кострома (trance play remix)
3. Тито — Брови (fiesta mix)
4. Иzюм — Коляда (club house mix)
5. S.Operator — Галя (underwater mix)
6. Озон — Полоса (fast streep mix)
7. Deadушки — Молодость (dead mix)
8. Уоки-Токи — Виноград (new version mix)
9. Новые композиторы — Воротечки (ambient mix)
10. Дискотека Авария — Кострома (дискотека «авария» remix)
11. DJ Грув — Коляда (break b. mix)
12. Небритые — Воротечки (ellenium mix)
13. Леприконсы — Виноград (виа mix)
14. Игорь Вдовин — Галя (deep analog mix)
15. Алексей Вишня — Megamix (hypno-trance taxi mix)
16. S.P.O.R.T. — Все мы песни перепели (mosquito mix)
17. Иван Купала / Zdob Si Zdub — Коляда / Haitura (live)